# Bathylagichthys problematicus
Bathylagichthys problematicus är en fiskart som först beskrevs av Lloris och Rucabado, 1985.  Bathylagichthys problematicus ingår i släktet Bathylagichthys och familjen Bathylagidae. Inga underarter finns listade.